# Панонски звездан
Панонски звездан (Tripolium pannonicum) је двогодишња зељаста биљка која расте на заслањеном земљишту и типичан је представник слатинских заједница. У Србији је нарочито честа у Војводини.

## Опис биљке
Двогододишња је биљка, од 10 до 70 центиметара висока са ваљкастим кореном. Стабљика је често црвено превучена, устајућа или усправна, гола или скоро гола, при основи често граната.
Листови су нешто меснати, голи или по ободу слабо трепљасти; у доњем делу стабљике листови су дугуљасто елиптични, постепено сужени у дршку, са једном до три нерва, а остали су ланцетасти, седећи, јасно са три нерва.
Главица има много, 2—3 центиметра у пречнику, у разређеној гроњастој цвасти. Листићи инволукрума су дугуљасти, поређани као црепови на крову, скоро у два реда, прилегли, голи; спољашњи листићи по ободу су уско кожичасти, зељасти, много краћи од унутрашњих, ови са широким, црвеним кожастим ободом. Средишни цветови су жути. Ободни цветови су женски, љубичасти или светлоплави, ретко бели. Цвета од јуна до октобра. Ахенија је 2—3 милиметра дугачка, са дугачким папусом (ципсела). 
- Цветови панонског звездана
- Панонски звездан плодоноси
- Панонски звездан — ахенија са папусом

## Распрострањеност
Опште распрострањење: Поред морских обала у Европи, обала Каспијског језера, централна Азија, Сибир, Евроазијски флорни елемент. У Србији је нарочито честа у Војводини.

## Станиште
Поред обала бара, пресушене баре, поред обала река, влажне ливаде — честа је на заслањеним местима. Карактеристична халофита.

## Статус заштите
Према Правилнику о проглашењу и заштити строго заштићених и заштићених дивљих врста биљака, животиња и гљива налази се на Прилогу II Заштићене дивље врсте биљака, животиња и гљива.